# Isoperla dicala
Isoperla dicala és una espècie d'insecte plecòpter pertanyent a la família dels perlòdids.

## Hàbitat
En el seu estadi immadur és aquàtic i viu a l'aigua dolça, mentre que com a adult és terrestre i volador.

## Distribució geogràfica
Es troba a Nord-amèrica: el Canadà (Manitoba, Nova Brunswick, Ontario i el Quebec) i els Estats Units (Alabama, Arkansas, Connecticut, Florida, Iowa, Indiana, Kentucky, Massachusetts, Maryland, Maine, Michigan, Minnesota, Missouri, Mississipi, Carolina del Nord, Pennsilvània, Carolina del Sud, Tennessee, Virgínia, Wisconsin i Virgínia Occidental).